# 布尔布隆
阿尔方斯·德·布尔布隆（法語：Alphonse de Bourboulon，1809年12月5日—1877年2月28日），是法兰西第二帝国的外交官，曾三次出任法国驻华公使。1853年，太平军占领南京，曾以中立的名义，到南京考察太平天国的情况。曾参与第二次鸦片战争。1861年3月，成为法国首任驻北京公使。。